# Familie 1

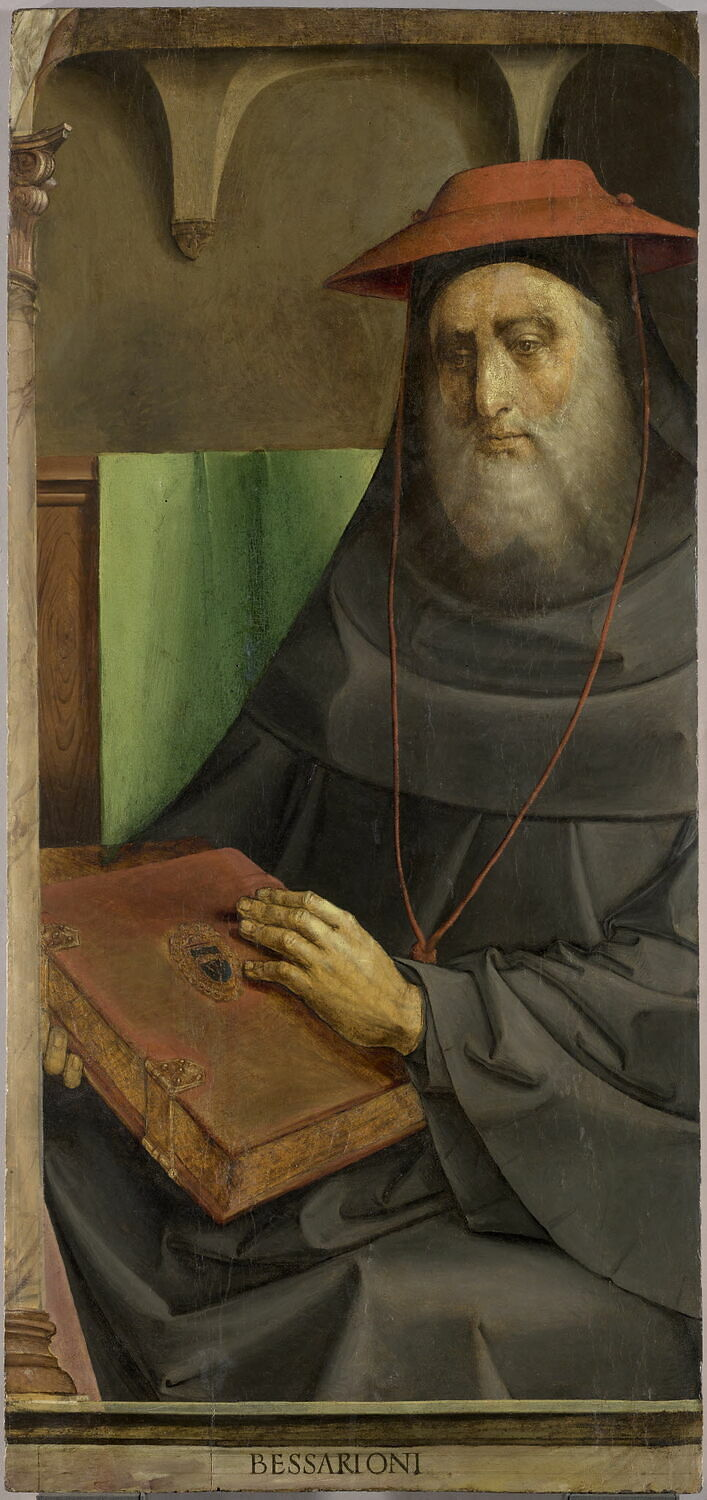
Bessarion als Kardinal. Zeitgenössisches Gemälde von Justus van Gent und Pedro Berruguete. Bessarion gehörte Minuskel 209; Minuskel 205 wurde für ihn angefertigt. Louvre, Paris

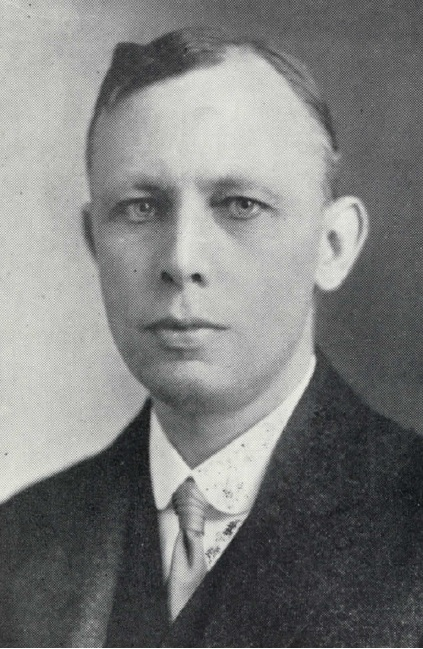
Kirsopp Lake

Familie 1 ist eine Gruppe griechischer Handschriften der Evangelien aus dem 12. bis 15. Jahrhundert. Die Gruppe erhielt ihren Namen von der Minuskelhandschrift Minuskel 1, die sich jetzt in Basel befindet. Family 1 ist auch als Lake Group oder Lake Gruppe bekannt und wird nach Nestle-Aland mit dem Sigel {\displaystyle f}1 bezeichnet. Hermann von Soden bezeichnet die Gruppe mit Ih. Aland ordnet sie in Kategorie III für die Evangelien und in Kategorie V für den verbleibenden Text ein.
Familie 1 wurde 1902 durch Kirsopp Lake (1872–1946) in seinem Werk Codex 1 of the Gospels and its Allies (118, 131, 209) als Manuskriptfamilie dargestellt. Diese Gruppe von Handschriften beruhte auf den vier Minuskelhandschriften (1, 118, 131 und 209). Jedoch rechnet man heute 205, 205abs, 872 (nur Markus), 884 (in Teilen), 1582, 2193 und 2542 (in Teilen) ebenfalls zu dieser Gruppe. Allison Sarah Welby bringt zudem 22, 565, 1192, 1210, 1278, 2372 in die Diskussion.
Das auffälligste Merkmal der Familie 1 ist die Einordnung der Episode Jesus und die Ehebrecherin (Johannes 7:53-8:11) nach Johannes 21:25. Die bezüglich ihrer Authentizität fragwürdige Stelle in Markus 16:9-20 ist zudem in 1 und 1582 enthalten. Im Gegensatz zu allen anderen Handschriften ist in Markus 6:51 das Wort εξίσταντο durch das Wort εξεπλήσσοντο ersetzt. 
Während seiner Arbeit an Familie 1, die sich zu großen Teilen auf die Arbeit von Lake stützte, bemerkte 
Burnett Hillman Streeter (1874–1937) ihre Besonderheiten und Gemeinsamkeiten mit Codex Koridethi (Θ), Familie 13, den Minuskeln 28, 565, 700 und armenischen und georgischen Versionen. Er ordnete diese Handschriften als Überbleibsel eines von ihm als cäsareanisch bezeichneten Texttyp zu. Dieser Texttyp unterscheidet sich in einer Reihe gemeinsamer Punkte von den damals etablierten byzantinischen, westlichen und alexandrinischen Texttypen. Der cäsareanische Texttyp etabliert sich hauptsächlich an den Gemeinsamkeiten von Familie 1 und Familie 13 gegenüber anderen Texten, wird jedoch nicht von allen Forschern als eigenständiger Texttyp betrachtet.